# 江口站 (两江道)
江口站（韓語：강구역）是朝鮮民主主義人民共和國两江道惠山市的一個鐵路車站，属于北部内陆线。

## 历史
- 1987年11月27日，落成使用。

## 邻近车站
北部内陆线
沼坪站 - 江口站 - 惠山青年站